# 克尼亞扎克里尼齊亞 (切爾卡瑟州)
49°5′28″N 29°45′2″E / 49.09111°N 29.75056°E
克尼亞扎-克里尼齊亞（烏克蘭語：Княжа Криниця）是位於烏克蘭中部的村莊，由切爾卡瑟州烏曼區的莫納斯蒂里什切市鎮負責管轄。該村面積4.09平方公里，海拔高度223米，2001年人口1,054，人口密度每平方公里257.7人。